# 團團
團團（2004年9月1日－2022年11月19日）是一隻雄性大貓熊，乳名「小乖乖」，2004年9月1日出生於中國大陸四川臥龍，編號19。2008年末，團團由中國大陸贈與臺灣。2022年11月19日，團團因肥胖細胞型星形膠質細胞瘤醫治無效於臺北市立動物園病逝。

## 生平
2004年9月1日團團出生於四川臥龍。2006年獲選贈台大貓熊。2008年12月23日和圓圓一同來台。團團在臺北市立動物園的住所共有四層，室內和室外面積約2,000平方米。

### 裝假牙
2018年12月9日，獸醫師發現團團的左上犬齒斷裂流血、牙髓腔曝露在外，有感染風險。醫療團隊隨即實施相關治療，並於12日為團團安裝假牙。團團成為首隻安裝假牙的熊貓，創下獸醫行業先例。

### 腦部病變及病逝
2022年8月底，團團出現疑似癲癇症狀長達3分鐘。9月18日，團團被診斷出腦部病變、且病況惡化快速，由於並沒有熊貓腦部手術的前例，動物園園方於10月26日宣布以緩和治療舒緩團團的症狀。
2022年11月19日凌晨1點5分、1點56分及3點54分癲癇再度發作，醫療照管團隊決定讓團團在深度麻醉中逝世；13點48分團團的心跳停止，同日動物園宣告團團病逝，終年18歲（約為人類的54－55歲），而牠的病逝亦受到世界各地的關注；動物園更表示，團團病逝後除了做解剖分析牠的死因，還會比照亞洲象林旺概念保留皮毛標本和骨骼標本，同時也會保留活體細胞，而皮毛標本會留在動物園館內以作生理示範用途與紀念功能，不過這樣的做法也引發一些討論。園方最終以生態專業為前提，委託標本師林文龍，將團團身體重製成栩栩如生的塑像，耗時10個多月終於完工，立姿標本完整復刻其熊貓神態、行為與假牙等重要細節。2024年5月17日國際瀕危物種日中，團團回到北市動物園，安置在「瀕危動物故事館」再次與公眾見面，延續其生命教育使命。
2022年12月19日，台北市立動物園公布團團病理解剖報告，確認團團大腦罹患「肥胖細胞型星形膠質細胞瘤」（Gemistocytic astrocytoma），這也是造成團團癲癇的原因。

## 親屬
- 父親：靈靈
- 母親：華美，是「海歸」貓熊。
- 兄弟姊妹：美靈、婷婷、偉偉、好好（現居比利時）、華龍、華奧、壹壹、玖玖、盟盟、樂樂現居香港、金嘟嘟等
- 配偶：圓圓，雌性，四川臥龍自然保護區第16號，2004年8月30日出生。外號「黃毛丫頭」，是琳琳、雷雷的後代。
- 子女：
  1. 圓仔，是木柵動物園是先以人工授精的方式將團團的精子植入圓圓體內。2013年7月6日20時05分，圓圓產下了1隻貓熊幼仔性別為雌性，乳名圓仔。
  2. 圓寶為第二胎於2020年6月28日誕生，性別為雌性。[20][21]